# Gracehill

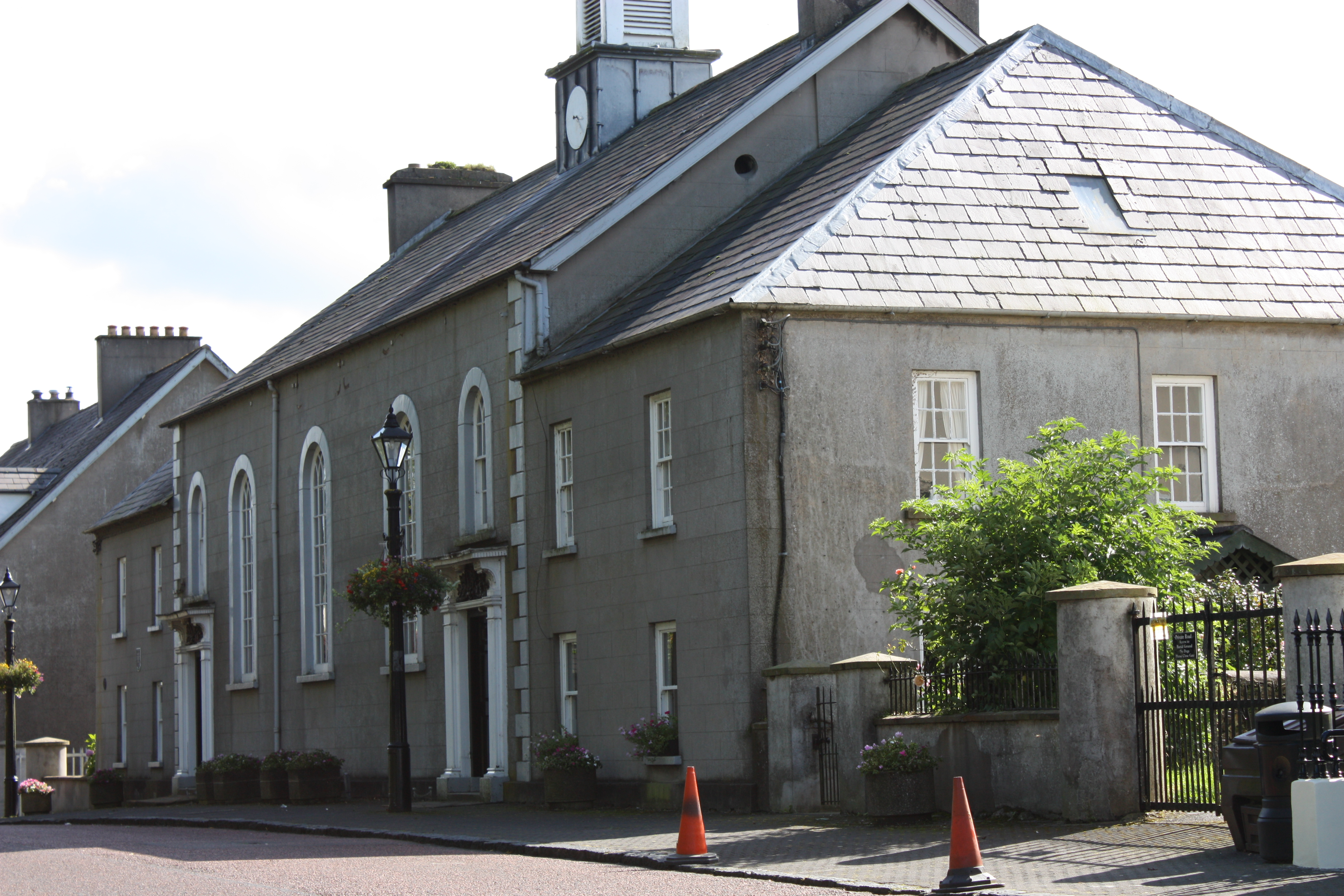
Moravian Church, Gracehill

Gracehill ist ein Dorf in der Grafschaft Antrim, Nordirland. Es liegt etwa 3 km von Ballymena entfernt im Townland Ballykennedy (irisch Baile Uí Chinnéide, zugleich irischer Name des Dorfes) und ist Teil des Borough of Mid & East Antrim. Die Siedlung Gracehill wurde 1759 gegründet und 2024 von der UNESCO zum Weltkulturerbe ernannt.

## Geografie
Gracehill ist eine Wohnsiedlung mit heute etwa 500 Einwohnern. Es liegt auf einer Erhebung am westlichen Rand von Ballymena, im Osten liegen der Fluss Maine und Galgorm Castle, im Süden und Westen eine sanft hügelige Landschaft. Unmittelbar nördlich und jenseits der Hauptstraße von Ballymena bis zur Ahoghill Road liegen eine Wohnsiedlung aus der Nachkriegszeit und ein Industriegebiet.

## Geschichte
Gracehill ist eine nach den städtebaulichen Vorstellungen der Herrnhuter Brüdergemeine gestaltete Siedlung in Nordirland. Sie entstand und entwickelte sich in einer Übergangsphase zwischen zwei sehr unterschiedlichen gesellschaftlichen Strukturen und Ideologien. Im georgianischen Großbritannien (bis zum Tod von König Georg IV. im Jahr 1830) dominierte die von privilegierter Aristokratie kontrollierte Landwirtschaft; das viktorianische Großbritannien (1837 bis 1901) erlebte den Aufschwung der Industrialisierung.

### Ursprung
John Cennick, Begründer des irischen Zweiges der Herrnhuter Brüdergemeine, predigte erstmals im August 1746 in Ballymena. 1748 kehrte er dorthin zurück, pachtete ein Haus und eine Scheune für den provisorischen Gottesdienst im Townland Crebilly. Im November 1749 zog er in ein Haus im Townland Gloonan, zwischen Ahoghill und dem heutigen Gracehill.
Als Cennick 1755 starb, intensivierten die Kirchenmitglieder ihre Suche nach einem passenderen und dauerhaften Umfeld. 1758 pachteten sie den Grund, auf dem Gracehill entstehen sollte, von Charles O’Neill von Shane’s Castle, später kauften sie das Gelände. Zwischen 1759 und 1765 rodete die Kongregation dieses Land. Im Januar 1764 wurde den Kirchenältesten gestattet, zwischen 1000 und 2000 Pfund zu leihen, um wichtige Gemeindebauten errichten zu können: Die Kirche und angrenzend, getrennt nach Geschlecht, Gebäude für alleinstehende Kirchenangehörige. Das Jahr 1765, in dem die Kirche fertiggestellt war, wird daher meist als das Gründungsjahr der Siedlung genannt.

### Frühe Entwicklung
Gracehill sollte eine in sich geschlossene, sich selbst tragende Gemeinschaft sein. Das Dorf sollte hauptsächlich Wohnzwecken dienen, seine Infrastruktur der Glaubensgemeinschaft und ihren Bräuchen. Wirtschaftliche Unternehmungen innerhalb und außerhalb des Dorfes, darunter in späteren Jahren ein Hofladen, eine Leinenweberei, eine Bäckerei und ein Mädcheninternat, sollten die Gemeinschaft finanziell unterstützen.
Der Siedlungsplan fußt auf dem Vorbild bereits bestehender Siedlungen der Herrnhuter Brüder in Europa, Afrika und Amerika. Das Straßennetz hat die Form eines einfachen Gitters, symmetrisch und auf das Kirchengebäude ausgerichtet.
Im Jahr 1791 bestand das Dorf aus 26 Gebäuden entlang der Church Road, an der in der Dorfmitte der namensgebende Kirchenbau liegt. Dem Kirchengebäude genau gegenüber wurde auf der anderen Straßenseite ein Platz angelegt, der eine Klammer zur etwa 80 Meter entfernt parallel verlaufenden Cennick Road darstellt. Er wird an seinen beiden, durch Academy Street und Montgomery Street gebildeten, Seiten flankiert von den Bauten für die alleinstehenden Brüder und Schwestern. Der Platz war ursprünglich gerahmt von einer doppelten Baumreihe, die 1909 durch die heutigen Linden ersetzt wurde. Fast in der Mitte der Freifläche befindet sich ein Teich, an dessen Rand eine Eiche steht zum Gedenken an Bruder John Montgomery, der 1791 während seiner Missionsarbeit auf den Westindischen Inseln starb. Weitere Zweckbauten entlang der Church Road, im zeitgenössischen Stil der Mitte der Georgianischen Zeit errichtet, sind das ehemalige „Witwenasyl“ (Altenheim für Witwen) und das Witwer- und Jungenhaus.
Die meisten der in dieser prägenden Frühphase gebauten Wohnhäuser hatten ausreichend große Grundstücke, um den Anbau von Obstbäumen und -sträuchern zur Selbstversorgung sowie den kommerziellen Anbau von Kamille zu ermöglichen. Zu jedem Grundstück wurden von Bächen gespeiste Wasserleitungen gelegt.
Bis 1800 hatte sich die grundlegende Dorfform weiter gefestigt: Die Hauptgebäude an drei Seiten des zentralen, bepflanzten Platzes, die Nebengebäude entlang der Church Road und der parallel dazu verlaufenden Cennick Road. Diese beiden etwa 400 Meter langen und 12 Meter breiten Straßen bilden bis heute die Hauptachse des Dorfes. Die einzelnen Grundstücke wurden durch eine Hecke, einen Zaun oder eine Mauer in einheitlicher Höhe abgegrenzt. Die damals festgelegten Straßenfrontlinien sind heute noch erkennbar. 1833 wurde das Dorf in der die amtliche Landesvermessung begleitenden Beschreibung Ordnance Survey Memoirs bezeichnet als „ein hübsches Dorf mit 300 Einwohnern in 30 einstöckigen und 17 zweistöckigen Häusern, und alle zeugen von Fleiß, Komfort und Ordentlichkeit“.

## Conservation Area, Denkmalschutz, Weltkulturerbe
Seit 1975 ist Gracehill eine Conservation Area, die erste, die in Nordirland ausgewiesen wurde (die Abgrenzung des Schutzgebiets wurde 1997 modifiziert). Das geschützte Gebiet umfasst den historischen Dorfkern, das formale Straßennetz, die wichtigsten Bauten sowie öffentliche und private Freiräume, die Kirche und den Friedhof. Die alte Schule von Gracehill dient heute als Museumsraum und Schulzimmer. 2003 wurde ein Gestaltungsleitfaden für das Schutzgebiet veröffentlicht. Seit 2011 ist das nordirische Planungsgesetz (Planning Act) die Rechtsgrundlage für diesen Schutz.
Ebenfalls seit 1975 sind die Kirche und die ältesten Grabmale auf dem Friedhof als Denkmale mit dem höchsten Status „Grade A“ (von nationaler Bedeutung) klassifiziert.
Im Juli 2024 wurde die bereits 2015 in die Liste des UNESCO-Weltkulturerbes aufgenommene Siedlung Christiansfeld in Dänemark zur transnationalen Welterbestätte Siedlungen der Herrnhuter Brüdergemeine erweitert um Gracehill sowie die Gemeinen Herrnhut in Sachsen (Ursprungsort der Konfession) und Bethlehem in Pennsylvania.